# 注册舞弊检查师协会
成立于1988年的注册舞弊检查师协会(英文：Association of Certified Fraud Examiners; 舞弊稽核師協會)，是一家旨在于全球范围内减少商业舞弊的专业机构，在全球有超过90,000名会员，是目前全球最大的反舞弊专业协会。
该协会主要的业务活动包括：提供最新的舞弊信息，提供反舞弊相关工具,以及提供反舞弊相关培训。此外，该协会还对注册舞弊检查师进行认证并对其进行统一管理。

## 注册舞弊检查师证书
注册舞弊检查师(英文：Certified Fraud Examiner，简称 CFE)另外主要的中文名稱也為“舞弊查核師”证书是由注册舞弊检查师协会向从事预防、发现以及阻止舞弊，申请人须备大学以上之学历或起码两年以上的专业舞弊查核工作经验，并通过舞弊检查师考试的专业人士颁发的证书。